# Suhopolje
Suhopolje est un village et une municipalité située en Slavonie, dans le comitat de Virovitica-Podravina, en Croatie. Au recensement de 2001, la municipalité comptait 7 524 habitants, dont 81,11 % de Croates et 13,73 % de Serbes et le village seul comptait 2 865 habitants.

## Localités
La municipalité de Suhopolje compte 23 localités :
| - Borova - Budanica - Cabuna - Dvorska - Gaćište - Gvozdanska - Jugovo Polje - Levinovac - Mala Trapinska - Naudovac - Orešac | - Pčelić - Pepelana - Pivnica Slavonska - Rodin Potok - Sovjak - Suhopolje - Trnava Cabunska - Velika Trapinska - Zvonimirovo - Žiroslavlje - Žubrica |